# United Minorities Front Assam
Die United Minorities Front Assam (UMFA) (assamesisch সংযুক্ত সংখ্যালঘূ মৰ্চা saṃyukta saṃkhyālaghū marcā, „Vereinigte Front der Minderheiten“) war eine Partei im indischen Bundesstaat Assam, die zwischen 1985 und 2006 aktiv war.

## Parteigeschichte
Am 15. August 1985 wurde das sogenannte Assam-Abkommen (Assam accord) zwischen der indischen Zentralregierung unter Rajiv Gandhi und den Führern der Assam-Bewegung abgeschlossen. Die Assam-Bewegung war eine politische Massenbewegung, die sich 1979 bis 1985 in Assam abspielte und sich vor allem gegen illegale Einwanderer nach Assam richtete. Bei den Einwanderern handelte es sich meist um muslimische Bengalen aus dem benachbarten Bangladesch. Das 1985 abgeschlossene Abkommen sollte die Assam-Bewegung wieder zur Ruhe bringen und sah vor, dass die Einwanderer systematisch erfasst werden sollten. Die vor kurzem Zugewanderten sollten wieder des Landes verwiesen werden, die schon länger in Assam lebenden illegalen Einwanderer sollten für längere Zeit kein Wahlrecht dort erhalten. Außerdem sollte die durch die Aktivisten beklagte wirtschaftliche Vernachlässigung Assams durch die Zentralregierung beendet werden.
Wortführer der Assam-Bewegung waren Studentenvereinigungen, die 1985 als politischen Arm die Asom Gana Parishad (AGP) gründeten. Die AGP vertrat einen assamesischen Regionalismus und Nationalismus und agierte vor allem als Vertreterin der assamesisch sprechenden Bevölkerungsteile. Die nicht assamesisch sprechenden Stammes- und Bergvölker Assams fühlten sich durch die AGP nicht vertreten. In Bodoland und in den Distrikten Karbi Anglong und North Cachar Hills kam es zu eigenen Autonomiebewegungen. In den letztgenannten wurde 1986 das Autonomous State Demand Committee als politische Partei gegründet. 
Als Reaktion auf die Dominanz der AGP gründeten Abul Fazal Golam Osmani und Hafiz Rashid Ahmed Choudhury 1985 die United Minorities Front, die sich als Interessenvertreterin der nicht-assamesisch sprechenden und vor allem der muslimischen Bevölkerungsteile verstand. Bei der Wahl zum Parlament von Assam am 16. Dezember 1985 konnte die UMFA 17 der 126 Sitze im Parlament von Assam gewinnen. Bei den folgenden Wahlen zum Parlament von Assam 1991, 1996 und 2001 nahm ihr Einfluss bei der assamesischen (muslimischen) Wählerschaft schnell ab und die UMFA gewann jeweils nur ein, zwei, bzw. kein Mandat. Am 21. April 1998 wurde die UMFA durch die Indische Wahlkommission als bundesstaatliche Partei in Assam anerkannt. Der Parteigründer Osmani schloss sich vor der Parlamentswahl 1998 der Kongresspartei an.
Nachdem die Assam United Democratic Front (AUDF) 2005 als Allianz von 13 Muslim-Organisationen in Assam gegründet worden war, vereinigte sich die UMFA 2006 mit der AUDF.